# Борхес, Ласаро
Ласаро Эдуардо Борхес Рейд (исп. Lázaro Eduardo Borges Reid; род. 19 июня 1986, Гавана, Куба) — кубинский легкоатлет, специализирующийся в прыжке с шестом. Серебряный призёр чемпионата мира 2011 года. Чемпион Панамериканских игр (2011). Многократный чемпион Кубы. Участник летних Олимпийских игр 2008 и 2012 годов.

## Биография
Начал заниматься лёгкой атлетикой благодаря своему двоюродному брату, Анхелю Гарсии (через несколько лет стал рекордсменом Кубы в прыжке с шестом). Оказавшись в спортивной школе Хосе Марти в Гаване, Ласаро довольно скоро выиграл свои первые соревнования и вошёл в 2004 году в юниорскую сборную страны. В 19 лет завоевал первый титул в прыжке с шестом — стал чемпионом Центральной Америки и стран Карибского бассейна.
Серьёзный прогресс в результатах произошёл в 2007 году, когда он начал тренироваться у Рубена Камино, многократного чемпиона и рекордсмена Кубы. Борхес смог отобраться на Олимпийские игры 2008 года в Пекине, но не смог там взять начальную высоту в квалификации.
В 2010 году выиграл Ибероамериканский чемпионат с результатом 5,60 м. В следующем сезоне он брал эту высоту или выше на 11 различных соревнованиях. Кульминацией стал чемпионат мира в Южной Корее, где Ласаро установил новый национальный рекорд 5,90 м и стал серебряным призёром. Спустя два месяца ему удалось подтвердить свой класс на Панамериканских играх, которые он выиграл с рекордом соревнований (5,80 м).
Занял пятое место на чемпионате мира в помещении 2012 года.
На вторых в карьере Олимпийских играх в Лондоне в первой же попытке в квалификации у него сломался шест. Несмотря на это, Борхес взял две высоты (5,35 м и 5,50 м), но этого оказалось недостаточно для выхода в основные соревнования.
В дальнейшие годы из-за травм у него не получалось вернуться к прежним результатам. В 2016 году перешёл в тренировочную группу к Александру Навасу, однако не смог отобраться на Олимпийские игры в Рио-де-Жанейро.

## Основные результаты
| Год  | Турнир                     | Место проведения         | Место        | Результат |
| ---- | -------------------------- | ------------------------ | ------------ | --------- |
| 2007 | Панамериканские игры       | Рио-де-Жанейро, Бразилия | —            | NM        |
| 2008 | Олимпийские игры           | Пекин, Китай             | — (квал.)    | NM        |
| 2011 | Чемпионат мира             | Тэгу, Южная Корея        | 2-е          | 5,90 м    |
| 2011 | Панамериканские игры       | Гвадалахара, Мексика     | 1-е          | 5,80 м    |
| 2012 | Чемпионат мира в помещении | Стамбул, Турция          | 5-е          | 5,70 м    |
| 2012 | Олимпийские игры           | Лондон, Великобритания   | 15-е (квал.) | 5,50 м    |
| 2013 | Чемпионат мира             | Москва, Россия           | 21-е (квал.) | 5,40 м    |
| 2015 | Панамериканские игры       | Торонто, Канада          | 5-е          | 5,40 м    |